# 「機動戦士ガンダム サンダーボルト」オリジナル・サウンドトラック
『「機動戦士ガンダム サンダーボルト」オリジナル・サウンドトラック』は、ジャズ・ミュージシャンの菊地成孔が2016年に発表したアルバム。また、ジャズ・ピアニスト大西順子の前作より6年ぶりの復帰作第1弾でもある。

## 解説
2015年から有料配信されている「機動戦士ガンダム サンダーボルト」4話のために作成された楽曲のコンプリート版とボーナス・トラックとして『機動戦士ガンダム サンダーボルト DECEMBER SKY』向けに制作された dCprGの「Ronald Reagan Other Side」が入っている。

イオ・フレミングの好きなフリー・ジャズ、ダリル・ローレンツの好きなポップスのラブソングという設定に沿って、2つのタイプの曲で構成されている。

## 収録曲
| 全作詞・作曲: 菊地成孔。 |                                                            |           |            |                   |      |
| #                        | タイトル                                                   | 作詞      | 作曲・編曲 | 訳詞              | 時間 |
| 1.                       | 「サンダーボルト・メインテーマ用」                         | 菊地成孔  | 菊地成孔   | -                 | 4:13 |
| 2.                       | 「戦闘中 （激戦状態）用」                                  | 菊地成孔  | 菊地成孔   | -                 | 2:23 |
| 3.                       | 「SE 1 1950年代擬似 （フル・アコースティック）」           | 菊地成孔  | 菊地成孔   | -                 | 1:34 |
| 4.                       | 「戦闘開始用」                                             | 菊地成孔  | 菊地成孔   | -                 | 3:39 |
| 5.                       | 「戦闘配置用」                                             | 菊地成孔  | 菊地成孔   | -                 | 1:19 |
| 6.                       | 「出撃用」                                                 | 菊地成孔  | 菊地成孔   | -                 | 4:28 |
| 7.                       | 「SE 2 2050年代擬似 （フル・エレクトリック）」             | 菊地成孔  | 菊地成孔   | -                 | 4:18 |
| 8.                       | 「白い部屋～White day in the blue～」                      | 菊地成孔  | 菊地成孔   | 大和田俊之        | 4:19 |
| 9.                       | 「あなたのお相手～I'm your baby～」                        | 菊地成孔  | 菊地成孔   | I.C.I. aka 市川愛 | 2:41 |
| 10.                      | 「イエスのガール～Yes girl～」                             | 菊地成孔  | 菊地成孔   | 大和田俊之        | 3:34 |
| 11.                      | 「女の子に戻るとき～The dreaming girl in me～」            | 菊地成孔  | 菊地成孔   | ギラ・ジルカ      | 4:01 |
| 12.                      | 「年寄りになれば～I'm 60～」                               | 菊地成孔  | 菊地成孔   | 大和田俊之        | 3:17 |
| 13.                      | 「ただ泣くだけ～Oh god、I'm alone～」                      | 菊地成孔  | 菊地成孔   | I.C.I. aka 市川愛 | 3:20 |
| 14.                      | 「月のカクテル～Martini on the moon～」                    | 菊地成孔  | 菊地成孔   | 矢福歩            | 3:32 |
| 15.                      | 「ただ二人だけ～We're the only ones here in this world～」 | 菊地成孔  | 菊地成孔   | ギラ・ジルカ      | 3:34 |
| 16.                      | 「あたしのカントリー・ソング～Fan of the hay～」           | 菊地成孔  | 菊地成孔   | ギラ・ジルカ      | 2:12 |
| 17.                      | 「Ronald Reagan Other Side」                               | 菊地成孔  | 菊地成孔   | -                 | 6:58 |
| 合計時間:                | 合計時間:                                                  | 合計時間: | 74:48      |                   |      |

## 完全生産限定アナログレコード VRJ7-1 収録曲
| 全作詞・作曲: 菊地成孔。 |                                                  |           |            |            |      |
| #                        | タイトル                                         | 作詞      | 作曲・編曲 | 訳詞       | 時間 |
| 1.                       | 「サンダーボルト・メインテーマ用」               | 菊地成孔  | 菊地成孔   | -          | 4:13 |
| 2.                       | 「戦闘中 （激戦状態）用」                        | 菊地成孔  | 菊地成孔   | -          | 2:23 |
| 3.                       | 「SE 1 1950年代擬似 （フル・アコースティック）」 | 菊地成孔  | 菊地成孔   | -          | 1:34 |
| 4.                       | 「戦闘開始用」                                   | 菊地成孔  | 菊地成孔   | -          | 3:39 |
| 5.                       | 「戦闘配置用」                                   | 菊地成孔  | 菊地成孔   | -          | 1:19 |
| 6.                       | 「出撃用」                                       | 菊地成孔  | 菊地成孔   | -          | 4:28 |
| 7.                       | 「SE 2 2050年代擬似 （フル・エレクトリック）」   | 菊地成孔  | 菊地成孔   | -          | 4:18 |
| 8.                       | 「白い部屋～White day in the blue～」            | 菊地成孔  | 菊地成孔   | 大和田俊之 | 4:19 |
| 合計時間:                | 合計時間:                                        | 合計時間: | 26:13      |            |      |

| 全作詞・作曲: 菊地成孔。 |                                                            |           |            |                   |      |
| #                        | タイトル                                                   | 作詞      | 作曲・編曲 | 訳詞              | 時間 |
| 1.                       | 「あなたのお相手～I'm your baby～」                        | 菊地成孔  | 菊地成孔   | I.C.I. aka 市川愛 | 2:41 |
| 2.                       | 「イエスのガール～Yes girl～」                             | 菊地成孔  | 菊地成孔   | 大和田俊之        | 3:34 |
| 3.                       | 「女の子に戻るとき～The dreaming girl in me～」            | 菊地成孔  | 菊地成孔   | ギラ・ジルカ      | 4:01 |
| 4.                       | 「年寄りになれば～I'm 60～」                               | 菊地成孔  | 菊地成孔   | 大和田俊之        | 3:17 |
| 5.                       | 「ただ泣くだけ～Oh god、I'm alone～」                      | 菊地成孔  | 菊地成孔   | I.C.I. aka 市川愛 | 3:20 |
| 6.                       | 「月のカクテル～Martini on the moon～」                    | 菊地成孔  | 菊地成孔   | 矢福歩            | 3:32 |
| 7.                       | 「ただ二人だけ～We're the only ones here in this world～」 | 菊地成孔  | 菊地成孔   | ギラ・ジルカ      | 3:34 |
| 合計時間:                | 合計時間:                                                  | 合計時間: | 23:59      |                   |      |

## アルバム参加ミュージシャン
- 大西順子 - ピアノ (M1-2, M4-6, M8, M10, M12)、チェレスタ (M3)
- 服部正嗣 - ドラムス  (M1-6, M8, M10, M12)
- 永見寿久 - ベース (M1-2, M4-6, M8, M10, M12)
- 菊地成孔 - サクソフォーン (M1, M5)、キーボード (M6, M9, M11, M14-15)、ボーカル (M14)
- 西村浩二 - トランペット (M1, M5-6)
- 梅津和時 - バスクラリネット (M6)
- 坪口昌恭 - キーボード (M7)
- ギラ・ジルカ - ボーカル (M8, M10)
- I.C.I. aka 市川愛 - ボーカル (M9)、コーラス (M9)
- 中沢ノブヨシ - ボーカル (M15)、コーラス (M9, M15)
- 坂本愛江 - ボーカル (M11, M16)、コーラス (M9)
- 伊平友樹 - ギター (M9, M11, M14-16)
- 米田直之 - マニピュレーター (M9, M11, M14-15)
- 矢福歩 - ボーカル (M12)
- dCprG (M16)
  - 坪口晶恭 - キーボード
  - 小田朋美 - キーボード
  - 大村孝佳 - ギター
  - アリガス - ベース
  - 千住宗臣 - ドラムス
  - 田中教順 - ドラムス
  - 大儀見元 - パーカッション
  - 津上研太 - サクソフォーン
  - 高井汐人 - サクソフォーン
  - 類家心平 - トランペット
  - 田中思郎 - マニピュレーター

## 制作クレジット
- プロデューサー - 山田智子（サンライズ音楽出版）
- エグゼクティブ・プロデューサー - 指田英司
- スーパーバイザ - 松尾衡、小型尚弘

- レコーディング、ミキシング・エンジニア - 赤工隆
Recorded at 音響ハウス, ONKIO HAUS, Studio FAVRE, Sony Music Studios Tokyo
Mixed at Studio: FAVRE
- アシスタント・エンジニア - 中内茂治、原田しずお
- マスタリング・エンジニア - 鈴木浩二(M1-16)、Viado Melier (M17)
Mastering at Sony Music Studios Tokyo (M1-16)
Mastering at Viado Melier Mastering (M17)
- レコーディング・ディレクター＆コーディネーター - 大矢朋広
- アーティスト・マネージメント - 長沼裕之（ビュロー菊地）

- イラスト - 玉川真吾
- アートディレクション、デザイン - 竹田康紀

- プロダクト・コーディネーター - 長嶋由佳理、大木理恵子
- セールス・プロモーション - 富山文葵、平林満己
- プロモーション - 菊川裕之、谷口慎、清水裕之、中村瑛梨子
- エグゼクティブ・プロデューサー - 高橋章、中山道彦、廣瀬健一

## リリース日一覧
| 地域 | リリース日    | レーベル                                            | 規格                   | カタログ番号  | 備考                      |
| ---- | ------------- | --------------------------------------------------- | ---------------------- | ------------- | ------------------------- |
| 日本 | 2016年6月15日 | TABOO (サンライズ、ソニー・ミュージックアーティスツ | Blu-spec CD2           | VRCL-30088    |                           |
| 日本 | 2016年6月15日 | ソニー・ミュージックアーティスツ                    | デジタル・ダウンロード | 4542696007506 | mora AAC-LC 320kbps       |
| 日本 | 2016年6月15日 | ソニー・ミュージックアーティスツ                    | デジタル・ダウンロード | 4542696007544 | mora FLAC 96.0kHz/24bit   |
| 日本 | 2016年6月15日 | ソニー・ミュージックアーティスツ                    | デジタル・ダウンロード | 10635         | HD-music FLAC 96kHz/24bit |
| 日本 | 2016年6月15日 | ソニー・ミュージックアーティスツ                    | デジタル・ダウンロード | A1004437862   | レコチョク                |
| 日本 | 2016年6月15日 | ソニー・ミュージックアーティスツ                    | デジタル・ダウンロード | B01EK7BHXW    | アマゾン mp3              |
| 日本 | 2016年6月15日 | ソニー・ミュージックアーティスツ                    | デジタル・ダウンロード | 1122415741    | iTunes Store              |
| 日本 | 2016年6月24日 | TABOO (ソニー・ミュージックアーティスツ)            | 30cmLP                 | VRJ7-1        |                           |

## リリース・イベント
- 2016年6月23日 「ガンダム サンダーボルト」劇伴ライブ　ブルーノート東京
- 2016年6月24日 「機動戦士ガンダム サンダーボルト DECEMBER SKY」前夜祭 新宿ピカデリー